# Norge i olympiska vinterspelen 1988
Norge i olympiska vinterspelen 1988. OS i Calgary blev det första olympiska vinterspelet utan norskt guld.

## Medaljer

### Silver
- Längdskidåkning
  - Herrarnas 15 km: Pål Gunnar Mikkelsplass 
  - Damernas 4x5 km stafett: Trude Dybendahl, Marit Wold, Anne Jahren och Marianne Dahlmo

- Backhoppning
  - Stora backen: Erik Johnsen

### Brons
- Längdskidåkning
  - Herrarnas 30 km: Vegard Ulvang

- Backhoppning
  - Stora backens lagtävling: Ole Christian Eidhammer, Jon Inge Kjørum, Ole Gunnar Fidjestøl och Erik Johnsen